# Ghiacciaio Lillie
Il ghiacciaio Lillie è un ampio ghiacciaio lungo circa 160 km e largo 10, situato sulla costa di Pennell, nella regione nord-occidentale della Dipendenza di Ross, in Antartide. In particolare, il ghiacciaio ha origine dal nevaio Evans e fluisce verso la costa passando tra i monti Bowers, a ovest, e le due catene dei monti della Concordia e dei monti ANARE, a est. Una volta giunto sulla costa il ghiacciaio, al cui flusso nel frattempo si sono aggiunti quelli di diversi suoi tributari, come, da sud a nord, il Black, il Rawle, il McCann, il Champness e il Greenwell, forma una lingua glaciale sulle acque della baia Ob'.

## Storia
La parte del ghiacciaio Lillie che sfocia sul mare, ossia la sopraccitata lingua glaciale, fu osservata per la prima volta nel febbraio 1911 dalla spedizione Terra Nova, una spedizione britannica di ricerca antartica effettuata nel 1910-13. La formazione fu quindi così battezzata in onore di Dennis G. Lillie, un biologo presente a bordo della nave Terra Nova, e in seguito tale nome venne esteso a all'intero ghiacciaio. La parte più vicina alla costa del Lillie venne invece mappata nel 1962 da membri di una delle spedizioni di ricerca antartica australiane, arrivati lì con la nave Thala Dan, che esplorarono l'area e utilizzarono fotografie aeree scattate durante l'operazione Highjump svolta nel 1946-47 dalla marina militare statunitense (USN). Infine, l'intera formazione fu mappata dallo United States Geological Survey grazie a nuove fotografie aeree scattate sempre della USN nel periodo 1960-62.

## Mappe
Di seguito una serie di mappe in scala 1:250 000 realizzate dallo USGS in cui è possibile vedere il flusso del ghiacciaio Lillie in tutta la sua estensione:

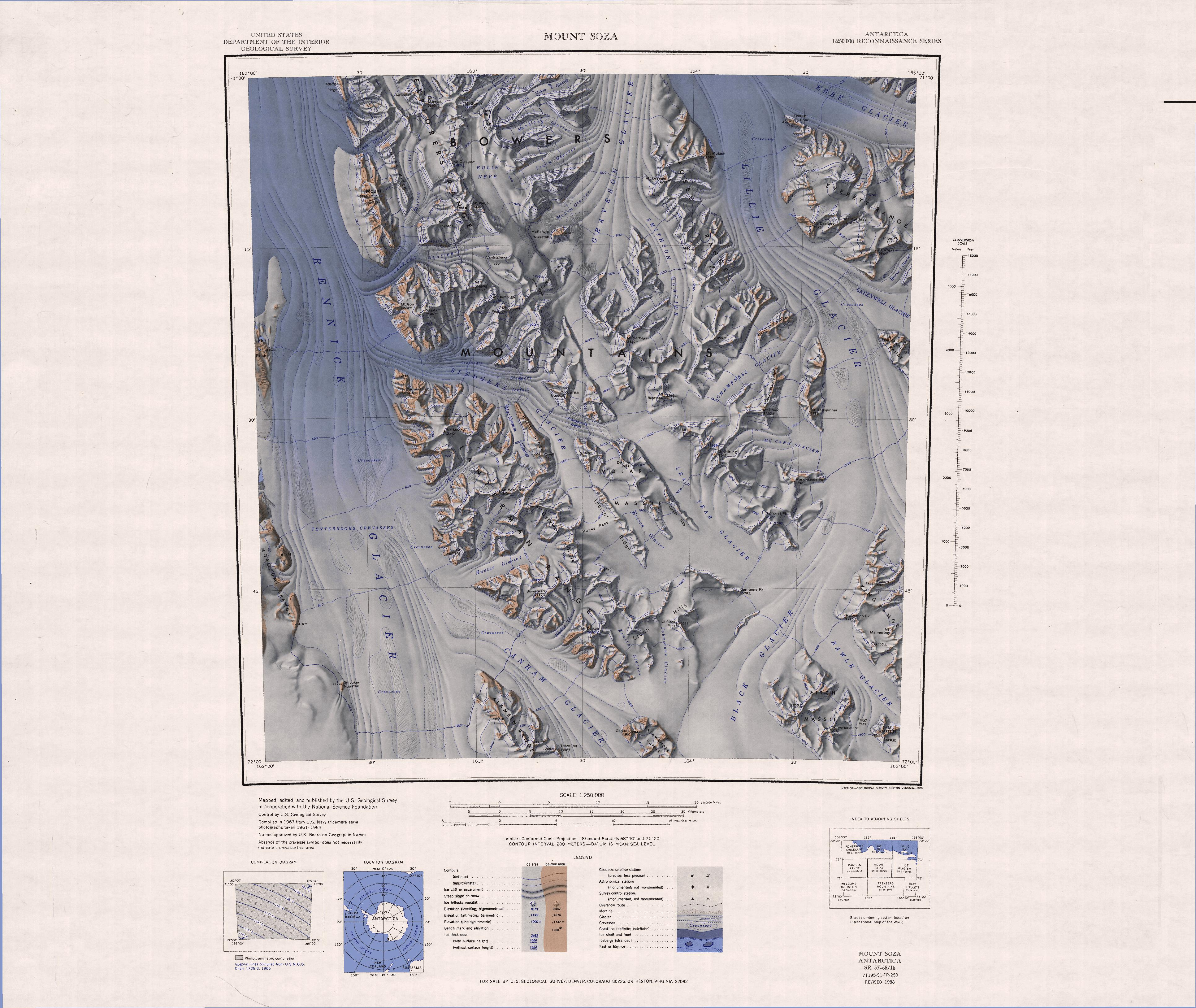
La parte meridionale del flusso del ghiacciaio.
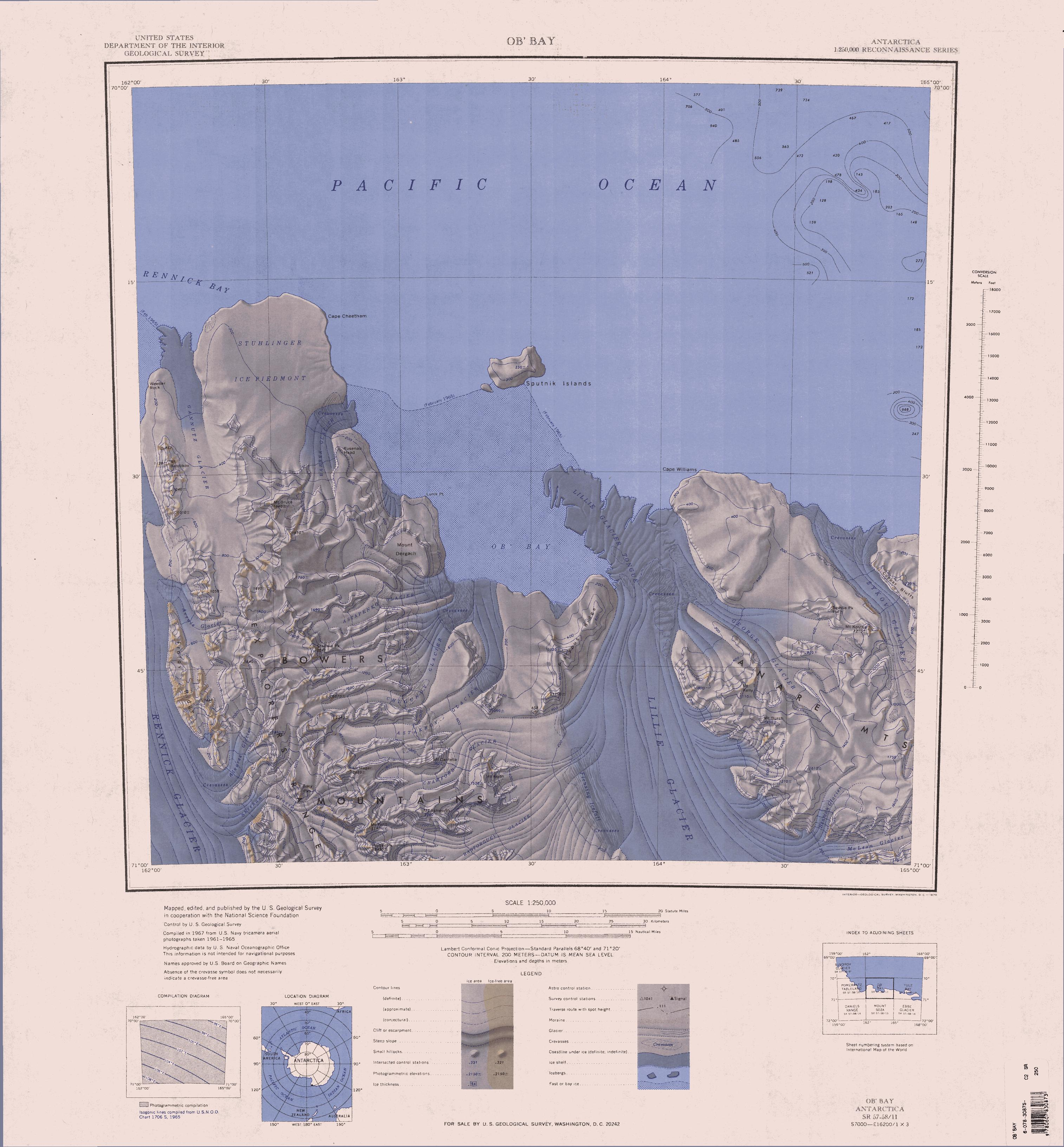
La parte settentrionale del flusso del ghiacciaio.